# Eunausibius salutaris
Eunausibius salutaris är en skalbaggsart som beskrevs av Michael J. Parsons 1974. Eunausibius salutaris ingår i släktet Eunausibius och familjen smalplattbaggar. Inga underarter finns listade i Catalogue of Life.